# Promise (musikalbum)
Promise är det amerikanska death metal-bandet Massacres andra studioalbum, som gavs ut juli 1996 av Earache Records.

## Låtförteckning
1. "Nothing" – 4:55
2. "Forever Torn" – 4:24
3. "Black Soil Nest	" – 4:52
4. "Promise" – 4:19
5. "Bitter End" – 3:58
6. "Bloodletting" (Concrete Blonde-cover) – 5:39
7. "Unnameable" – 4:07
8. "Where Dwells Sadness" – 6:16
9. "Suffering" – 4:32
10. "Inner Demon" – 5:29

- Text: Kam Lee (spår 1–5, 7–10), Johnette Napolitano (spår 6)
- Musik: Rick Rozz/Pete Sison/Syrus Peters (spår 1–5, 7–10), Johnette Napolitano (spår 6)

## Medverkande
Musiker (Massacre-medlemmar)
- Kam Lee – sång
- Pete Sison – basgitarr
- Rick Rozz – gitarr
- Syrus Peters – trummor

Bidragande musiker
- Christine Whitten – sång

Produktion
- Andrew Morris – producent, ljudmix
- Rick Rozz – producent
- Pete Sison – producent
- Syrus Peters – producent
- Dana Cornock – ljudtekniker